# ムハンマド・ムンタザル
ムハンマド・ムンタザル（アラビア語：محمد المنتظر; 名をムハンマド・イブン・ハサン・イブン・アリー、868年 または 870年 7月18日 - ？？）はシーア派・十二イマーム派において信じられる第12代イマームにしてマフディー、すなわち隠れイマームである。マフディーはシーア派において人類の最終的な救世主として現れるとされる者である。十二イマーム派以外のイマーム継承列を異にする他のシーア派分派や、スンナ派においてはムハンマド・ムンタザルをマフディーとはしない。
ムハンマド・ムンタザルは歴史的には存在すら疑われているが、十二イマーム派では生誕年を868年とし、神によって隠され（ガイバ; 幽隠・隠れ・掩蔽）、のちに再び現れその使命を達するものと信じる。ムンタザルは「待望される者」の意。ほかに信仰をくんで「ムハンマド・マフディー」、「ムハンマド・カーイム」とも呼ぶが、十二イマーム派では「時の支配者」（サーヒブ・ッ・ザマーン, ṣāḥibu 'z-zamān, صاحب الزمان）などの呼び方をする。

## シーア派の伝えによる生誕と幼年時
ムハンマドは868年、ハサン・アスカリーを父として生まれた、とされる。母はナルジス（あるいはマリカ）と伝えられ、アラビアの地へと旅するために奴隷に扮したビザンツ皇女であった。父ハサン・アスカリーは第11代イマームとされる。伝によればムハンマドの誕生は当時のアッバース朝カリフ・ムウタミドの手になるシーア派迫害を避けて秘された。
このムハンマド・ムンタザルにかかわる伝えを補強するため、十二イマーム派では次のような預言者のハディースを引く。
第11代イマーム・ハサン・アスカリーが没したのは874年1月1日（聖遷暦260年ラビーI月8日）のことである。十二イマーム派ではこの日、ムハンマド・ムンタザルは時代の人々を導くために神によってイマームに補せられたのだ、とする。シーア派文献に現れるムハンマド・ムンタザルの記録では、父の葬儀にかかわる以下の伝えがもっとも有名なものである。葬儀の礼拝が始まろうとし、ムハンマド・ムンタザルの叔父ジャアファル・イブン・アリーが礼拝導師として進みでようとしたところ、ムハンマドが至って命じた。「脇へ退かれよ、叔父上。イマームの葬送礼拝を導けるのはただイマームのみ」と。ジャアファルは退き、5歳の幼児が父の葬送礼拝を導いた。この直後にムハンマドは消え失せ、「ガイバ」すなわち「隠れ」に入ったのだ、とされるのである。

## ガイバ
十二イマーム派では諸々の理由から、神が第12代にして現在のイマームであるムハンマド・マフディーが人類から隠しているのだと信じられている。

### 時代的区分
ガイバの時代は次の2つの段階から構成される。
ガイバトゥル・スグラー（小ガイバ; 小幽隠）873年から939年に至る短い時期。
ガイバトゥル・クブラー（大ガイバ; 大幽隠）939年のシャッワル月10日から信仰によれば、神がその終焉を決するまでの時期。大ガイバの終焉により、マフディーがこの世に再臨し完全な公正をこの世にもたらす。

### 理由
シーア派ではクルアーンやさまざまなハディースを引いて、マフディーの隠蔽の理由を次のように説明する。
1. 不可知
マフディーの隠蔽の理由もまた神によって人類から隠されている。
2. 試練
隠蔽、特に長期にわたるものは、信徒らへの試練である。神は信徒らの信仰を、マフディーの存在を信じる魂と信条を、そしてマフディーへの忠誠を通じて試されているのだ、とシーア派では信じる。
3. 待機
マフディーが再臨し、全世界に絶対的正義を確立する以前に人類は一定の用意が必要である。すべてのイデオロギー、教義が破綻し、あらゆる指導者、政府が問題解決に立ち上がり、そして失敗するだろう。その時こそ世界に正義を確立するのは、神の代理としてのマフディー以外にいないことが明らかになる。このような神の支配を受けるための準備は人類には不足しており、なお低い段階である。ゆえに神はイマーム・マフディーを隠蔽した。
4. 受容の欠如
預言者とシーア派イマームらへの迫害などにより、人々が神の救世主を拒んでいるのは明らかである。これは、ちょうど神がイーサー（アラビア語でイエスのこと）やイドリース（同じくエノク）を隠したのと同じで、神はマフディー再臨にふさわしい状況が到来するまで、人々からマフディーを隠蔽したのだ、とシーア派では信じる。

### 小ガイバ
小ガイバ（ガイバトゥル・スグラー）にあっては、隠れイマームは、4人の代理を通じて、信徒らとのつながりを維持していたとされる。代理が隠れイマームの意志を代弁し、隠れイマームと信徒との連絡役としての役割を果たした。
信徒らは何らかの問題が起こると、それを代理に書き送っていた。そして代理は判断を下して、署名封印をなして自らによるものであることを証明し、関係者へ返送した。また、代理はザカート（喜捨）とフムス（宗教税）を徴収し、これを執行した。シーア派にとって、代理を通じて隠れイマームに伺いを立てるというあり方は、とりたてて目新しいものではなかった。すでに10代、11代の両イマームがアッバース朝に幽閉されていたため、直接に会うことが稀であったからである。
4人の代理は以下の通りである。
1. ウスマーン・イブン・サイード・アル＝アサディー
2. アブー・ジャアファル・ムハンマド・イブン・ウスマーン
3. アブルカースィム・フサイン・イブン・ルーフ・アン＝ナウバフティー
4. アブルハサン・アリー・イブン・ムハンマド・アッ＝サマッリー

941年、第4代の代理を通じてムハンマド・ムンタザルの命令が発行された。まもなく代理は没し、代理と小ガイバの時代は終わり、大ガイバの時代が始まる、との内容であった。
第4代の代理は6日後に没し、シーア派信徒らはマフディーの再臨を待ち続けることになる。まだ同年にはアリー・イブン・バーバワイヒ・クンミー、ムハンマド・イブン・ヤアクーブ・クライニー、カーフィーら、名のある多くのシーア派学者らが没している。
サーマッラーには、ムハンマド・ムンタザルのものとする墓廟が祖父と父のものと並んでおり、この墓廟は彼の家であったものとされている。イスラームの一部諸分派では、12人のイマームとその家族をはじめとする人物を、尊崇と敬虔、忠誠を表すために、ゆかりの地を保存する傾向があるが、ムハンマド・ムンタザルの墓廟もこれを示すものである。

### 大ガイバ
ムハンマド・ムンタザルから第4代の代理アリー・イブン・ムハンマド・アッ＝サマッリーへもたらされた最後の通信には、「そなたの死より、大ガイバの時代が始まろう。したがって以降、アッラーが私の姿を現させるまで、私に逢う者は誰もあらぬ。我が再帰は長いときののち、人々が待つことに倦み、信仰が弱まり「なんと！いまだに生きておられるのか！」などと言うようになったころであろう、と。
この通信のとおり、ムハンマド・ムンタザルに逢ったと称する者は虚言を吐いた者以外にいないとされている。
別の通信ではムハンマド・ムンタザルは次のように言ったとされる。「安んぜよ。アッラーと結縁する者は誰もあらぬ。我を否む者は我らのうちからは出ぬ。救済（ファラジュ）の現出はただアッラーにのみ依る。ゆえに我が再帰の時を定める者は偽りを言う者。我が存在の隠蔽の利は、目には見えない雲に隠れた太陽の利の如きもの」。
イマーム不在となる期間の信徒らの求める導きについては次のように言ったという。「我らの伝承を伝える者に照会せよ。彼らはそなたらへの我がフッジャ（証明）。我は彼らへの神のフッジャなれば」。

## 再臨
十二イマーム派ではさまざまなクルアーンの章句やハディース、預言者ムハンマドにかかわる伝承を引用し、ムハンマド・ムンタザルが、神の命によりマフディーとして再臨し、全世界でのイスラームの確立、公正と平和をもたらすと論ずる。
また、十二イマーム派ではムハンマド・ムンタザルの再臨にあたって、預言者イーサー（イエス）も再臨し、マフディーの後で祈りを捧げると信じられている。

## スンナ派の観点
スンナ派ではムハンマド・ムンタザルをマフディーとは考えない。多くの学者はムハンマド・ムンタザルの実在自体を疑問視する。また11代イマームが子供を残すことなく没したと考えられているが、子供があった可能性を認める者もいる。しかし、いずれにしろ第12代イマームが神の隠蔽のうちにあると考えるスンナ派学者はいない。逆にこの概念を、没したり行方をくらましたイマームを、自分たちのイマームとして戴くという、それ以前のシーア派にも存した神話的概念の単なる焼き直しと捉えるのである。
「685年、クーファのアラブ人ムフタールが、アリーの子ムハンマド・イブン・ハナフィーヤの名の下に反乱を導いた。彼はハナフィーヤをイマームにして、真に正しいムスリムの長であると称した。ムフタールは687年に敗死したが、運動は継続した。700年頃、ハナフィーヤも没すると、イマーム職はハナフィーヤの子に伝えられたのだと言う者が出た。またある者は、彼は真に死亡したのではなく、マッカ近郊のラドワ山に姿を隠した、そして神のよき時に、再び現れ敵を打ち破るのだ、と言った」。

## 伝承におけるマフデイー
聖預言者ムハンマドがこう言った。 
「アル＝マフディーはファーティマの息子からの、わが子孫である。」
「自分の時代のイマーム（イマーム・マフディー）を知らないままで死んだ者は、無知の時代に死んだのと同じである。」 
イマーム・マフディーはアシュ・シャイフ・アル＝ムフィード宛の手紙に書いた。「あなたの状況を把握している。あなたに関することでわれわれに隠されていることはない。あなたのことを考えていないのでも忘れているのでもない。もしそうであれば、あなたの上に苦悩が降り注ぎ、敵があなたを消すであろう。したがって、アッラーを畏怖されよ。服従されよ。権威は栄光のかれのもの。」